# Strmec na Predelu
Strmec na Predelu é um assentamento localizado no município de Bovec na Eslovênia. Possuía uma população estimada de 9 habitantes em 2020.